# Glicone (scultore)
Glicone (in greco antico: Γλύκων?, Glykon; Atene, I secolo a.C. – ...) è stato uno scultore greco antico, attivo nel I secolo a.C.

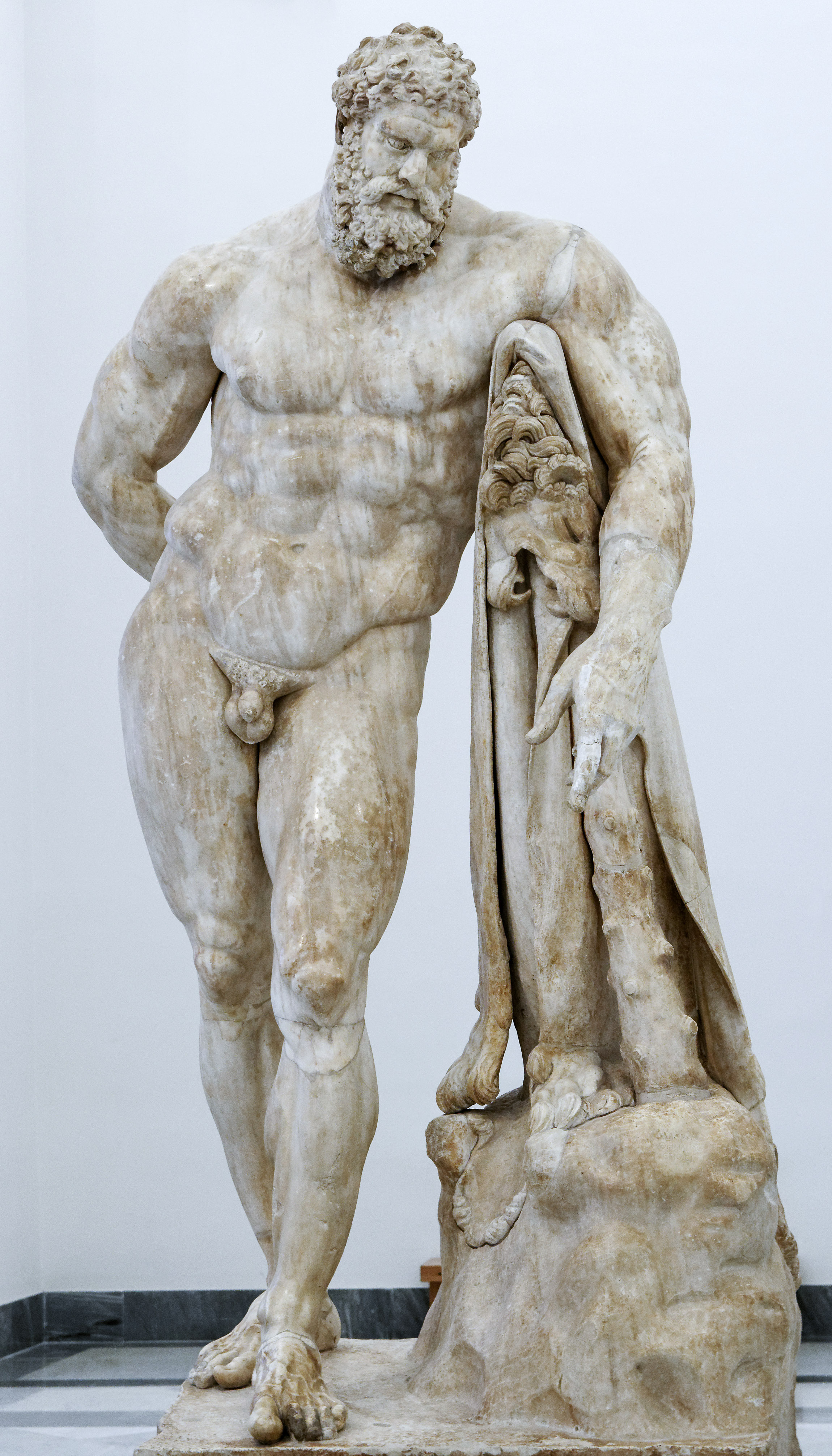
Ercole Farnese, Napoli.

È conosciuto dalla firma su una famosa copia della statua di Ercole di Lisippo (originale del IV secolo a.C.). La copia potrebbe tuttavia essere anche un lavoro romano del III secolo d.C.; le altre firme di Glicone sono considerate dei falsi.
La statua, rinvenuta nel 1546 alle Terme di Caracalla a Roma, entrò nella collezione Farnese e da allora è conosciuta come Ercole Farnese. Assieme al resto della collezione, l'Ercole fu trasferito nel 1787 da Roma a Napoli dove tuttora si trova, al Museo Archeologico Nazionale.
Johann Wolfgang von Goethe, che si trovava a Roma nel 1787, descrisse l'Ercole Farnese come: 
(Goethe, Viaggio in Italia)
Copie dell'Ercole Farnese furono create nel XVII e XVIII secolo in varie parti d'Europa, tra cui il monumentale Ercole di Kassel.